# Янушевский, Иван Яковлевич
Иван Яковлевич Янушевский (7 января 1821 — 25 августа 1879) — русский контр-адмирал, активный участник первой обороны Севастополя.

## Биография
Родился 7 января 1821 года в семье дворян Херсонской губернии. Учился в Черноморской штурманской роте в Николаеве, в 1836 году стал гардемарином на Черноморского флота. В 1839 году, стал мичманом и направлен на Балтийский флот. В 1844 году получил звание лейтенанта и переведен снова на Черноморский флот, где в 1854 году на разных судах нёс службу у восточного берега Чёрного моря.
С 13 сентября 1854 года лейтенант 29-го флотского экипажа Янушевский находился в гарнизоне Севастополя на 2-м отделении оборонительной линии. За отличия в боях при первой бомбардировке Севастополя 5 октября произведен в капитан-лейтенанты и награждён орденом Святой Анны 3-й степени с бантом. 3 ноября 1854 года, несмотря на сильную контузию, вернулся в строй, был назначен командиром батареи «литер А» на Инкерманских высотах. В мае 1855 награждён орденом Святого Владимира 4-й степени с бантом, в конце того же месяца назначен командиром второго бастиона. Особенно отличился в день отражения штурма Севастополя 6 июня 1855 года, нанеся значительные потери французской пехоте, которая атаковала вверенные ему укрепления. За умелое управление подчиненными, значительный ущерб, причиненный неприятелю, и личное мужество 6 июля 1855 года Походная Дума Георгиевских кавалеров признала капитан-лейтенанта Янушевского достойным ордена Святого Георгия 4-й степени. С 1 июля 1855 года командовал 3-м бастионом, где находился до конца обороны. 26 августа был контужен в голову и левый бок.
После Крымской войны командовал пароходом «Инкерман» и винтовым корветом «Ястреб» на Чёрном море. В 1862 году был награждён орденом Святого Станислава 2-й степени с Императорской короной). В 1867 году в чине капитана 2-го ранга зачислен в Черноморский флотский экипаж, а в 1872 году уволен со службы.
Умер 25 августа 1879 года.